# TCF20
TCF20‏ (Transcription factor 20) هوَ بروتين يُشَفر بواسطة جين TCF20 في الإنسان.